# Cevico Navero
Cevico Navero é um município da Espanha na província de Palência, comunidade autónoma de Castela e Leão, de área 44,05 km² com população de 235 habitantes (2007) e densidade populacional de 5,78 hab/km².

## Demografia
| Variação demográfica do município entre 1991 e 2004 | Variação demográfica do município entre 1991 e 2004 | Variação demográfica do município entre 1991 e 2004 | Variação demográfica do município entre 1991 e 2004 |
| --------------------------------------------------- | --------------------------------------------------- | --------------------------------------------------- | --------------------------------------------------- |
| 1991                                                | 1996                                                | 2001                                                | 2004                                                |
| 320                                                 | 310                                                 | 252                                                 | 253                                                 |